# Boreas (tidskrift)
Boreas : an International Journal of Quaternary Research är en nordisk vetenskaplig tidskrift inom kvartärgeologi och angränsande ämnesområden. Den är engelskspråkig och utges sedan 1972.